# Eomo-myeon
Eomo-myeon (koreanska: 어모면)  är en socken i den centrala delen av Sydkorea, 180 km sydost om huvudstaden Seoul. Den ligger i kommunen Gimcheon i provinsen Norra Gyeongsang. 